# Rissa (Norvegia)
Rissa è un comune norvegese soppresso della contea di Sør-Trøndelag.
Le origini del nome risalgono al norreno Rissi, del bacino Botnen (letteralmente fondo del fiordo).